# Cherry Valley (Pennsilvània)
Cherry Valley és una població dels Estats Units a l'estat de Pennsilvània. Segons el cens del 2000 tenia 72 habitants.

## Demografia
Segons el cens del 2000, Cherry Valley tenia 72 habitants, 27 habitatges, i 18 famílies. La densitat de població era de 9,7 habitants per quilòmetre quadrat.
Dels 27 habitatges en un 18,5% hi vivien nens de menys de 18 anys, en un 66,7% hi vivien parelles casades, en un 0% dones solteres, i en un 33,3% no eren unitats familiars. En el 22,2% dels habitatges hi vivien persones soles l'11,1% de les quals corresponia a persones de 65 anys o més que vivien soles. El nombre mitjà de persones vivint en cada habitatge era de 2,67 i el nombre mitjà de persones que vivien en cada família era de 3,22.
Per edats la població es repartia de la següent manera: un 22,2% tenia menys de 18 anys, un 6,9% entre 18 i 24, un 25% entre 25 i 44, un 33,3% de 45 a 60 i un 12,5% 65 anys o més.
L'edat mediana era de 43 anys. Per cada 100 dones de 18 o més anys hi havia 124 homes.
La renda mediana per habitatge era de 51.250 $ i la renda mediana per família de 41.250 $. Els homes tenien una renda mediana de 21.875 $ mentre que les dones 21.875 $. La renda per capita de la població era de 14.915 $. Entorn del 25% de les famílies i el 18,8% de la població estaven per davall del llindar de pobresa.

## Poblacions més properes
El següent diagrama mostra les poblacions més properes.